# Анкасті
Анка́сті (ісп. Ancasti) — місто в аргентинській провінції Катамарка; адміністративний центр однойменного департаменту.

## Географія
Місто лежить у Пампінських горах на сході провінції Катамарка.

### Клімат
Місто знаходиться у зоні, яка характеризується кліматом помірних степів та напівпустель. Найтепліший місяць — січень із середньою температурою 24,3 °C. Найхолодніший місяць — червень, із середньою температурою 9,2 °С.
| Клімат Анкасті          | Клімат Анкасті | Клімат Анкасті | Клімат Анкасті | Клімат Анкасті | Клімат Анкасті | Клімат Анкасті | Клімат Анкасті | Клімат Анкасті | Клімат Анкасті | Клімат Анкасті | Клімат Анкасті | Клімат Анкасті | Клімат Анкасті |
| Показник                | Січ.           | Лют.           | Бер.           | Квіт.          | Трав.          | Черв.          | Лип.           | Серп.          | Вер.           | Жовт.          | Лист.          | Груд.          | Рік            |
| Середня температура, °C | 24,3           | 22,9           | 20,9           | 17,2           | 13,4           | 9,2            | 9,2            | 12             | 15,5           | 19,6           | 22,1           | 24             | 17,5           |
| Норма опадів, мм        | 98.7           | 86.7           | 79.1           | 37.6           | 18.3           | 14.8           | 11.7           | 16.2           | 20.7           | 38.6           | 59.9           | 73.4           | 555.7          |
| Днів з опадами          | 11             | 9,9            | 9,3            | 5,3            | 3,2            | 2,1            | 2,6            | 1,9            | 3,1            | 4,4            | 6              | 9,2            | 68             |
| Вологість повітря, %    | 54.1           | 59.6           | 62.2           | 62.1           | 63.9           | 65.2           | 58.2           | 47             | 42.7           | 44.3           | 47.9           | 50.6           | 54.8           |
| ----------------------- | -------------- | -------------- | -------------- | -------------- | -------------- | -------------- | -------------- | -------------- | -------------- | -------------- | -------------- | -------------- | -------------- |
| Джерело: Weatherbase    |                |                |                |                |                |                |                |                |                |                |                |                |                |